# Jovan Ristić
Jovan Ristić (egyes forrásokban Risztics János vagy Jovan) (Kragujevac, 1831. január 4. vagy 1831. január 4. – Belgrád, 1899. augusztus 23. vagy 1899. augusztus 23.) szerb politikus, diplomata és történész.

## Élete

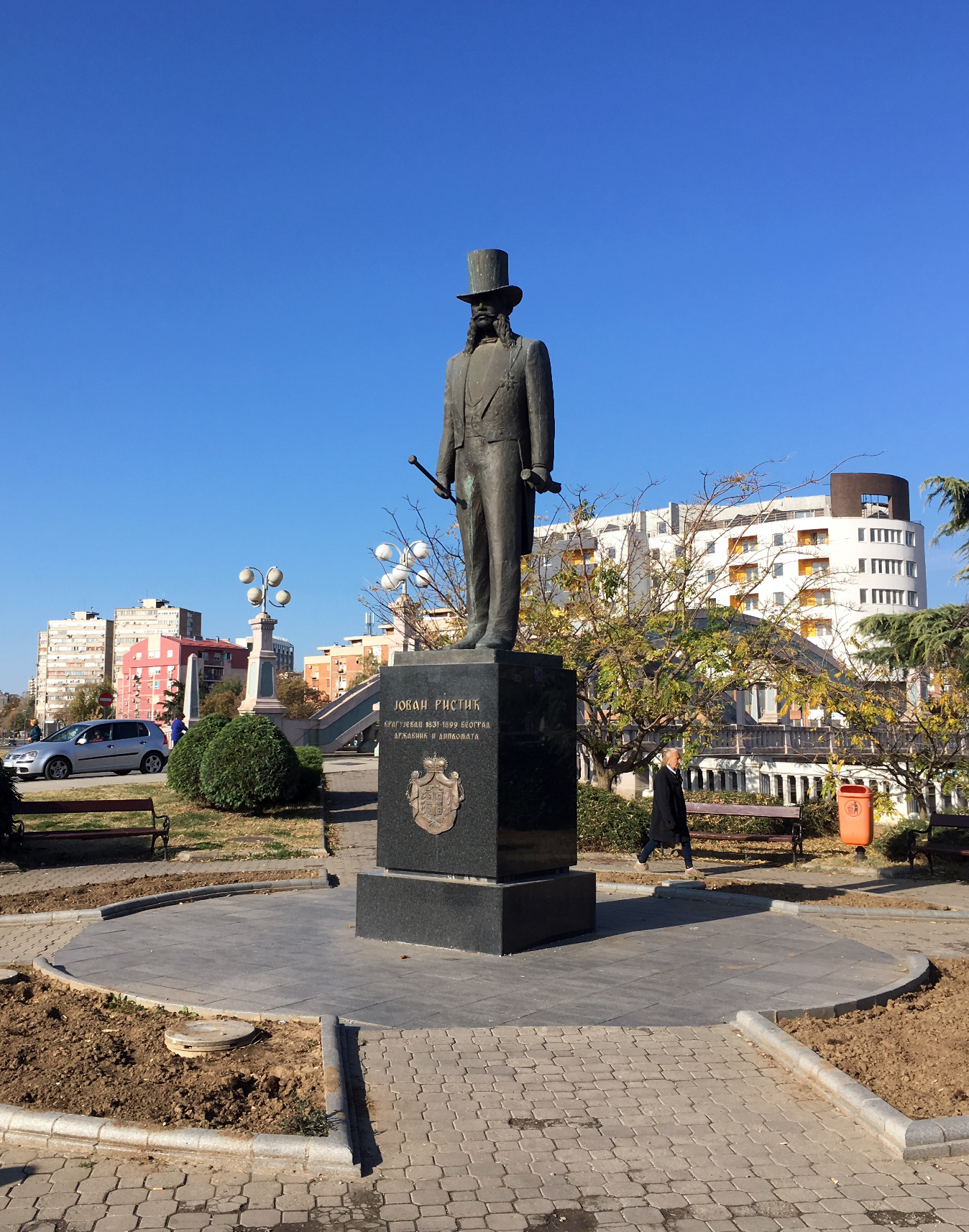
Szobra szülővárosában, a róla elnevezett téren

Felsőbb tanulmányait Heidelbergben, Berlinben és Párizsban végezte.
1854-ben lépett a szerb állam szolgálatba, hamarosan a külügyminisztériumban vezető beosztásba (nacselnik) került. 1860-ban diplomáciai ügyvivővé nevezték ki, így 1862-ben ő vezette Konstantinápolyban a portával folyó tárgyalásokat a törökök Szerbiából való kivonulásáról. Eljárása sikeres volt: 1862-ben a törökök néhány vár kivételével, majd 1867-ben teljesen elhagyták az országot.
1867 végén miniszterelnök és külügyminiszter lett, de csak néhány hétre, majd külön küldetésbe indult Szentpétervárra. Azonban útközben értesült Mihály fejedelem meggyilkoltatásáról, mire Párizsba küldték, hogy az ifjú Milán fejedelmet hazakísérje. 
1868 júliusában a szkupstina (szerb gyűlés) beválasztotta a régensségbe Milán nagykorúságáig (1872. augusztus), külügyminiszterré, 1873-ban pedig miniszterelnökké lett, e tisztétől azonban még ugyanazon év novemberében visszalépett. 1875 szeptemberében harmadszor is kinevezték miniszterelnökké, bár ismét csak néhány hónapra. 
1876 áprilisában újra meghívták a kormány élére. A berlini kongresszuson (1879) ő képviselte Szerbiát, és neki köszönhető Szerbia függetlenítése és területi nagyobbodása. 
1880 októberében megvált a miniszterelnökségtől, visszavonult a politikai életből és irodalmi munkásságának élt.
1887-ben ötödször is miniszterelnök és külügyminiszter lett, de még ugyanazon év decemberében megvált ezen állásától. 1890. március elején Milán király első régenssé nevezte ki Sándor nagykorúságáig.
Az 1893. április 14–15. éjjelén elkövetett államcsíny után le kellett mondania és végleg visszavonult a politikai élettől. 1899-ben a belgrádi tudományos akadémia elnökévé választották.
Mikszáth Kálmán Riszticsként cikkezett róla.

## Művei
Szerb nyelven írt művei
- Szerbia külpolitikai viszonyai 1848–72 (Belgrád, 1887–1901, 3 kötet)
- Szerbia diplomáciai története 1875–78 (Belgrád, 1896–1898, 2 kötet)
- Mihály fejedelem külső politikájának utolsó éve (Belgrád, 1895)

Magyarul megjelent művei
- Szerbia külügyi viszonyai az újabb időben (Romanecz Mihály fordításában, Nagybecskerek, 1892)[3]